# Erik Heinertz
Erik Bertil Heinertz, född 29 april 1908 i Basel, död 24 februari 1965 i Tyresö, var en svensk nationalekonom, målare och tecknare. 
Heinertz, som var filosofie doktor, studerade vid Basels konstfackskola och Buchners konstskola i Basel. Han arbetade som tidningsillustratör 1933–1936 men minskade ner det för att kunna måla fritt och från 1947 var han heltidskonstnär. Hans konst består av surrealistiska ångestvisioner, laveringar i akvarell, samt glasmålningar. Bland hans offentliga arbeten märks utsmyckningarna för Socialpolitiska institutet i Stockholm och International Art i Paris. Han var gift med Solveig Johs. Erik Heinertz är begravd på Norra begravningsplatsen utanför Stockholm.